# Summi Pontificatus
Summi Pontificatus è la prima enciclica di papa Pio XII, pubblicata il 20 ottobre 1939.

## Contenuto
L'enciclica fu scritta in occasione del primo anno di pontificato e del quarantesimo anniversario dalla consacrazione dell'umanità al Sacro Cuore di Gesù da parte di Leone XIII.
Denunciando il vuoto spirituale e l'indigenza interiore dell'epoca, il Papa espone le conseguenze della crisi di fede e della diffusione di ideologie anticristiane ed esorta i fedeli a resistere e ad affrontare le persecuzioni.
Il pontefice ricorda poi i benefici, per l'Italia e per la Chiesa, venuti dai Patti Lateranensi.
Dopo questa prima parte, Pio XII si sofferma sulla guerra appena iniziata, i cui sviluppi erano già prevedibili; papa Pacelli si augura però che quelle sofferenze spingano gli uomini a cambiare strada e a non perseverare nell'errore, poiché da movimenti anticristiani sono maturati frutti tanto amari da costituire una condanna, la cui efficacia supera ogni confutazione teorica.

Nel testo sono quindi esposti gli errori e le deviazioni della società moderna, le cui radici si trovano 
(Summi Pontificatus)
 Il Papa individua dunque gli errori della società moderna nel suo rifiuto di Dio, che porta ad una diffusione di un paganesimo corrotto e corruttore. Delinea quindi il disegno di una comunità internazionale, di una fratellanza universale, fondata sulla dottrina cristiana e che tenga in considerazione la cultura e le tradizioni dei diversi popoli.
Nell'enciclica il Papa introduce il concetto di convivenza pacifica, che non ha solo il significato negativo della rinuncia alla violenza ma quello positivo della fratellanza tra gli uomini ed i popoli.

Il Papa lamenta l'invasione della cattolica Polonia, condannando indirettamente il totalitarismo nazista.
(Summi Pontificatus)